# Altamurana
L'Altamurana è una razza ovina italiana rustica allevata in Puglia e Basilicata.
Fornisce produzioni di circa 100 kg di latte.